# Uhelná
Uhelná är en ort i Tjeckien.   Den ligger i regionen Olomouc, i den östra delen av landet, 190 km öster om huvudstaden Prag. Uhelná ligger 312 meter över havet och antalet invånare är 532.
Terrängen runt Uhelná är kuperad åt sydväst, men åt nordost är den platt. Runt Uhelná är det ganska glesbefolkat, med 29 invånare per kvadratkilometer. Närmaste större samhälle är Jeseník, 19,6 km sydost om Uhelná. Trakten runt Uhelná består till största delen av jordbruksmark.